# Pasvikelven
Pasvikelven (finsk: Paatsjoki; russisk: Патсойоки eller Паз, tr. Patsojoki eller Paz; samisk: Báhčeveaijohka) er en flod i Troms og Finnmark i Norge. Den løber fra søen Enaresjøen i Finland og munder ud i Bøkfjorden. Floden er 145 km lang, og 112 km af den danner grænse mellem Norge og Rusland. Floden ha et afvandingsareal på 18 404 km², og flodsystemet regnes som det næststørste i Norge efter Glomma, selv om størstedelen af afvandingsarealet ligger i Finland.
I floden findes sik, aborre, gedde, stalling og ørred. Tidligere var Pasvikelven en god lakseelv, men der blev i 1960'erne og 1970'erne bygget 7 vandkraftværker i floden, og laksen er nu forsvundet. En række vandfald forsvandt i forbindelse med reguleringen. Et af disse er Harefossen.
Da Pasvikelven er en grænseflod mellem Norge og Rusland gælder specielle regler for færdsel på floden. For at fiske skal man være norsk statsborger.

## Tømmer
Pasvikdalen er rig på fyrretræ af god kvalitet. Der blev drevet tømmerflådning på floden i mellemkrigstiden. "Pasvik-Timber" havde et savværk på Jakobsnes ved flodens udløb, der beskæftigede omkring 250 mand. Savværket blev bombet af tyske bombefly i 1940 og er aldrig blevet genopbygget.

## Vandkraftværker
Det produceres 1,4 TWh/år vandkraft i elvsystemet, nok til 55.000 husholdninger. Af dette udgør den norske andel 387 GWh/år, svarende til 15.000 husholdninger.
| Vandkraftværk | Byggeår | Middelproduktion | Land    |
| ------------- | ------- | ---------------- | ------- |
| Kaitakoski    | 1959    | 69 GWh           | Rusland |
| Jäniskoski    | 1951    | 208 GWh          | Rusland |
| Rajakoski     | 1956    | 228 GWh          | Rusland |
| Hestefoss     | 1970    | 215 GWh          | Rusland |
| Skogfoss      | 1964    | 258 GWh          | Norge   |
| Melkefoss     | 1978    | 129 GWh          | Norge   |
| Boris Gleb    | 1963    | 272 GWh          | Rusland |